# Athetis seyrigi
Athetis seyrigi là một loài bướm đêm trong họ Noctuidae.